# Tuan Jing-jing
Tuan Jing-jing (egyszerűsített kínai írással: 段莹莹, pinjin: Duàn Yíngyíng, a nemzetközi szaksajtóban Duan Yingying), Tiencsin (Tianjin), 1989. július 3. –) kínai hivatásos teniszezőnő, párosban Roland Garros-döntős és WTA Elite Trophy győztes.
2007-ben kezdte profi pályafutását, egyéniben egy WTA- és 11 ITF-tornát nyert meg. Párosban három WTA-győzelmet aratott, emellett két WTA 125K-, valamint három páros ITF-tornán végzett az első helyen.
A Grand Slam-tornákon a legjobb eredményeit párosban érte el, a 2019-es Roland Garroson döntőt játszott. Egyéniben a legjobb eredménye a 3. kör, amelyig a 2017-es Australian Openen jutott.
Legjobb egyéni világranglista-helyezése egyéniben a 60. hely, ezt 2017. április 24-én érte el, párosban a legjobbjaként 2020. február 3-án a 16. helyen állt.
2017-ben szerepelt először Kína Fed-kupa-válogatottjában.

## Sportpályafutása fontosabb eseményei

### Egyéniben
Első ITF-tornáján 2006 februárjában vett részt. A Sencsen (Shenzhen)ben rendezett 10 000 dolláros torna selejtezőjének első körében kiesett. ITF-torna döntőjébe először 2009. február 9-én jutott, ahol egyben első egyéni ITF-tornagyőzelmét érte el a Csiangmen (Jiangmen)ben rendezett 10 000 dolláros tornán. Első WTA-szereplése a 2011 szeptemberében Kanton (Guangzhou)ban rendezett International kategóriájú torna volt, ahol a selejtező 2. köréig jutott. WTA-torna főtábláján először 2012. szeptemberben játszott, amikor szabad kártyát kapott a Kanton (Guangzhou)ban rendezett versenyen. E tornán a 2. körben szenvedett csak vereséget a román Sorana Cîrsteától. 2014 szeptemberében bejutott a Szucsou (Suzhou)ban rendezett WTA 125K kategóriájú verseny döntőjébe, ahol azonban vereséget szenvedett a német Anna-Lena Friedsamtól. Első WTA-döntőjét 2016 augusztusban Vania King ellen megnyerte.
Első Grand Slam-szereplésére a 2012-es US Openen került sor, ahol a kvalifikáció első körében legyőzte a magyar Jani Réka Lucát és a 2. körben a belga Kirsten Flipkenstől kapott ki. Első Grand Slam főtáblás szereplésére a következő GS indulásáig, a 2013-as US Openig kellett csak várni, ahol a selejtezőben az amerikai Jan Abaza, a belga An-Sophie Mestach és az amerikai Madison Brengle ellen is győzni tudott, majd a főtáblán a dán Caroline Wozniacki állította meg. Legjobb egyéni Grand Slam-eredménye a 2017-es Australian Openen elért 3. kör, ahol a szlovák Rebecca Šramková után az amerikai Varvara Lepchenko ellen is győzött, és a 3. fordulóban a később döntőt játszó Venus Williamstől szenvedett vereséget.

### Párosban
Párosban első ITF-tornáján 2007 májusában vett részt, amikor a Csengtu (Chéngdū)ban rendezett 25 000 dolláros tornán szabadkártyát kapott, és a selejtezőből a főtáblára jutva az első körben esett ki. Első ITF páros döntőjét 2008 májusában Thaiföldön, Khonkenben egy 10 000 dolláros tornán játszotta, ahol vereséget szenvedett. Első páros ITF-tornagyőzelmét 2012 júliusában az amerikai Evansville-ben rendezett 10 000 dolláros tornán érte el, ahol a kínai Hszü Ji-fan (Xú Yīfán)nal párban egy amerikai párost győztek le. Első páros WTA-tornájára 2016 augusztusában került sor, és a Nancsang (Nanchang)ban rendezett International kategóriájú tornán az első körben búcsúzott. 2017 novemberében Han Hszin-jün (Han Xinyun)nel párban elindulhattak a WTA Elite Trophy tornán, amelyet megnyertek. Ez volt első nagy páros tornagyőzelme. Rá egy héttel Vang Ja-fan (Wang Yafan)nal párban megnyerték a Huahinben rendezett WTA 125K kategóriájú tornát is.
Párosban a 2017-es Roland Garroson játszott először Grand Slam-tornát, és Peng Suaj (Peng Shuai)jal párban egészen a 3. körig jutottak. Ezt az eredményét a következő évben a fehérorosz Aljakszandra Szasznoviccsal is meg tudta ismételni. A legjobb páros GS-eredménye is a Roland Garroshoz fűződik: a 2019-es Roland Garroson a kínai Cseng Szaj-szaj (Zhèng Sàisài)jal párban döntőt játszhatott, ahol azonban alulmaradtak a Babos Tímea–Kristina Mladenovic magyar–francia kettőssel szemben. 2019-ben a US Openen a negyeddöntőig jutott.

## Grand Slam döntői

### Páros

#### Elveszített döntők (1)
| Év   | Bajnokság     | Borítás | Partner                        | Ellenfél                        | Eredmény |
| ---- | ------------- | ------- | ------------------------------ | ------------------------------- | -------- |
| 2019 | Roland Garros | Salak   | Cseng Szaj-szaj (Zhèng Sàisài) | Babos Tímea Kristina Mladenovic | 2–6, 3–6 |

## WTA döntői

### Egyéni

#### Győzelmei (1)
| Összesítés           |                        |
| Grand Slam-torna (0) |                        |
| Tier I (0)           | Premier Mandatory* (0) |
| Tier II (0)          | Premier Five* (0)      |
| Tier III (0)         | Premier* (0)           |
| Tier IV (0)          | International* (1)     |
| Tier V (0)           | Challenger* (0)        |

* 2009-től megváltozott a tornák rendszere.
 Az egymás mellett azonos színnel jelölt tornatípusok között nincs teljes mértékű megfelelés.
| No. | Dátum              | Torna                                  | Borítás | Ellenfél   | Eredmény      | Megj. |
| --- | ------------------ | -------------------------------------- | ------- | ---------- | ------------- | ----- |
| 1.  | 2016. augusztus 7. | Jiangxi Open, Nancsang (Nanchang) Kína | Kemény  | Vania King | 1–6, 6–4, 6–2 |       |

### Páros

#### Győzelmei (3)
| Összesítés           |                        |
| Grand Slam-torna (0) |                        |
| Tier I (0)           | Premier Mandatory* (0) |
| Tier II (0)          | Premier Five* (1)      |
| Tier III (0)         | Premier* (0)           |
| Tier IV (0)          | International* (1)     |
| Tier V (0)           | Challenger* (0)        |
| WTA Elite Trophy (1) |                        |
| WTA Finals (0)       |                        |

* 2009-től megváltozott a tornák rendszere.
 Az egymás mellett azonos színnel jelölt tornatípusok között nincs teljes mértékű megfelelés.
|    | Dátum                | Torna                                   | Borítás    | Partner                    | Ellenfelek a döntőben                                                              | Eredmény a döntőben | Eredmény a döntőben |
| 1. | 2017. november 5.    | WTA Elite Trophy, Csuhaj (Zhuhai), Kína | Kemény (f) | Han Hszin-jün (Han Xinyun) | Lu Csing-csing (Lu Jingjing) Lu Csing-csing (Lu Jingjing) Csang Suaj (Zhang Shuai) | 6–2, 6–1            |                     |
| 2. | 2018.február 4.      | Taiwan Open, Tajpej, Tajvan             | Kemény (f) | Vang Ja-fan (Wang Yafan)   | Hibino Nao Okszana Kalasnikova                                                     | 7–6(4), 7–6(5)      |                     |
| 3. | 2019. szeptember 28. | Wuhan Open, Vuhan, Kína                 | Kemény     | Veronyika Kugyermetova     | Elise Mertens Arina Szabalenka                                                     | 7–6(3), 6–2         |                     |

### Elveszített döntői (5)
|    | Dátum             | Torna                                       | Borítás    | Partner                          | Ellenfelek a döntőben                                   | Eredmény a döntőben | Eredmény a döntőben |
| 1. | 2019. január 5.   | Shenzhen Open, Sencsen (Shenzhen), Kína     | Kemény     | Renata Voráčová                  | Peng Suaj (Peng Shuai) Jang Csao-hszüan (Yang Zhaoxuan) | 4–6, 3–6            |                     |
| 2. | 2019. május 25.   | Internationaux de Strasbourg, Franciaország | Salak      | Han Hszin-jün (Han Xinyun)       | Daria Gavrilova Ellen Perez                             | 4–6, 3–6            |                     |
| 3. | 2019. június 9.   | 2019-es Roland Garros, Párizs               | Salak      | Cseng Szaj-szaj (Zhèng Sàisài)   | Babos Tímea Kristina Mladenovic                         | 2–6, 3–6            |                     |
| 4. | 2019. október 27. | WTA Elite Trophy, Csuhaj, Kína              | Kemény (f) | Jang Csao-hszüan (Yang Zhaoxuan) | Ljudmila Kicsenok Andreja Klepač                        | 3–6, 3–6            |                     |
| 5. | 2020. január 11.  | Shenzhen Open, Sencsen, Kína                | Kemény     | Cseng Szaj-szaj (Zhèng Sàisài)   | Barbora Krejčíková Kateřina Siniaková                   | 2–6, 6–3, [4–10]    |                     |

## WTA 125K döntői

### Egyéni: 1 (0–1)
| Eredmény | Gy–V | Dátum               | Torna                                      | Borítás | Ellenfél           | Eredmény |
| -------- | ---- | ------------------- | ------------------------------------------ | ------- | ------------------ | -------- |
| Döntős   | 0–1  | 2014. szeptember 7. | Suzhou Ladies Open, Szucsou (Suzhou), Kína | Kemény  | Anna-Lena Friedsam | 1–6, 3–6 |

### Páros: 3 (2–1)
| Eredmény | Gy–V | Dátum              | Torna                                       | Borítás | Partner                    | Ellenfelek                                              | Eredmény    |
| -------- | ---- | ------------------ | ------------------------------------------- | ------- | -------------------------- | ------------------------------------------------------- | ----------- |
| Győzelem | 1–0  | 2017. november 12. | Hua Hin Championships, Huahin, Thaiföld     | Kemény  | Vang Ja-fan (Wang Yafan)   | Dalila Jakupović Irina Hromacsova                       | 6–3, 6–3    |
| Győzelem | 2–0  | 2018. április 22.  | Zhengzhou Open, Csengcsou (Zhengzhou), Kína | Kemény  | Vang Ja-fan (Wang Yafan)   | Naomi Broady Yanina Wickmayer                           | 7–6(5), 6–3 |
| Döntős   | 2–1  | 2019. április 28.  | Kunming Open, Anning, Kína                  | Kemény  | Han Hszin-jün (Han Xinyun) | Peng Suaj (Peng Shuai) Jang Csao-hszüan (Yang Zhaoxuan) | 5–7, 2–6    |

## ITF döntői
| $100,000 torna       |
| $75,000/80,000 torna |
| $50,000/60,000 torna |
| $25,000 torna        |
| $10,000 torna        |

### Egyéni: 19 (11–8)
| Eredmény | No. | Dátum               | Torna                        | Borítás | Ellenfél                                   | Eredmény                 |
| -------- | --- | ------------------- | ---------------------------- | ------- | ------------------------------------------ | ------------------------ |
| Győztes  | 1.  | 2009. február 9.    | Csiangmen (Jiangmen), Kína   | Kemény  | Hszie Jen-cö (Xie Yanze)                   | 6–2, 6–4                 |
| Győztes  | 2.  | 25 May 2009         | Delhi, India                 | Kemény  | Keren Shlomo                               | 6–3, 6–4                 |
| Döntős   | 1.  | 2009. június 29.    | Hsziamen, Kína               | Kemény  | Csang Suaj (Zhang Shuai)                   | 2–6, 1–6                 |
| Győztes  | 3.  | 2010. március 29.   | Nanking (Nanjing), Kína      | Kemény  | Liu Van-ting (Liu Wanting)                 | 6–4, 7–6(6)              |
| Győztes  | 4.  | 2010. június 28.    | Hofej (Hefei), Kína          | Kemény  | Cseng Szaj-szaj (Zhèng Sàisài)             | 6–3, 6–4                 |
| Döntős   | 2.  | 2010. augusztus 23. | Szaitama, Japán              | Kemény  | Hsu Wen-hsin                               | 1–6, 6–1, 3–6            |
| Döntős   | 3.  | 2011. augusztus 22. | Szaitama, Japán              | Kemény  | Oka Ajumi                                  | 3–6, 4–6                 |
| Győztes  | 5.  | 2012. február 27.   | Wellington, Új-Zéland        | Kemény  | Sandra Zaniewska                           | 6–1, 6–4                 |
| Győztes  | 6.  | 2012. május 21.     | Cshangvon, Korea             | Kemény  | Csang Ling (Zhang Ling)                    | 6–4, 6–3                 |
| Győztes  | 7.  | 2012. május 28.     | Gimcheon, Korea              | Kemény  | Chanel Simmonds                            | 6–2, 6–1                 |
| Győztes  | 8.  | 2012. június 18.    | Kojang, Korea                | Kemény  | Csang Ling                                 | 6–3, 6–3                 |
| Döntős   | 4.  | 2012. július 16.    | Evansville, Egyesült Államok | Kemény  | Mallory Burdette                           | 1–6, 2–6                 |
| Döntős   | 5.  | 2012. október 14.   | Szucsou (Suzhou), Kína       | Kemény  | Hszie Su-vej (Hsieh Su-wei)                | 2–6, 2–6                 |
| Győztes  | 9.  | 2013. május 26.     | Kojang, Korea                | Kemény  | Liu Fang-csou (Liu Fangzhou)               | 6–3, 6–4                 |
| Győztes  | 10. | 2014. június 23.    | Hszian (Xi’an), Kína         | Kemény  | Csu Lin (Zhu Lin)                          | 4–6, 7–6(9), 6–4         |
| Győztes  | 11. | 2015. július 19.    | Tiencsin (Tianjin), Kína     | Kemény  | Vang Csiang (Wang Qiang)                   | 4–6, 7–6(2), 3–0 feladta |
| Döntős   | 6.  | 2015. július 26.    | Csengcsou (Zhengzhou), Kína  | Kemény  | Vang Ja-fan (Wang Yafan)                   | 4–6, 4–6                 |
| Döntős   | 7.  | 2015. október 25.   | Szucsou (Suzhou), Kína       | Kemény  | Csang Kaj-lin (Zhang Kailin) Csang Kaj-lin | 6–1, 3–6, 4–6            |
| Döntős   | 8.  | 2019. május 12.     | Luan (Lu'an), Kína           | Kemény  | Han Hszin-jün (Han Xinyun)                 | 4–6, 3–6                 |

### Páros: 6 (3–3)
| Eredmény | No. | Dátum             | Torna                        | Borítás | Partner                         | Ellenfelek                        | Eredmény         |
| -------- | --- | ----------------- | ---------------------------- | ------- | ------------------------------- | --------------------------------- | ---------------- |
| Döntős   | 1.  | 2008. május 19.   | Khonken, Thaiföld            | Kemény  | Csen Huj (Chen Hui)             | Kim Sun-jung Lee Cho-won          | 4–6, 6–4, [4–10] |
| Döntős   | 2.  | 2012. február 13. | Sydney, Ausztrália           | Kemény  | Han Hszin-jün (Han Xinyun)      | Arina Rodionova Melanie South     | 6–3, 3–6, [8–10] |
| Győztes  | 1.  | 2012. július 16.  | Evansville, Egyesült Államok | Kemény  | Hszü Ji-fan (Xu Yifan)          | Mallory Burdette Natalie Pluskota | 6–2, 6–3         |
| Döntős   | 3.  | 2016. július 30.  | Vuhan, Kína                  | Kemény  | Csang Kaj-csen (Chang Kai-chen) | Aojama Súko Ninomija Makoto       | 4–6, 4–6         |
| Győztes  | 2.  | 2019. május 4.    | Gifu, Japán                  | Kemény  | Han Hszin-jün (Han Xinyun)      | Omae Akiko Peangtarn Plipuech     | 6–3, 4–6, [10–4] |
| Győztes  | 3.  | 2019. június 16.  | Manchester, Anglia           | Fű      | Csu Lin (Zhu Lin)               | Robin Anderson Laura-Ioana Paar   | 6–4, 6–3         |

## Eredményei Grand Slam-tornákon

### Egyéni
| Grand Slam | Australian Open | Australian Open  | Roland Garros  | Roland Garros   | Wimbledon      | Wimbledon       | US Open        | US Open            |
| Év         | Eredmény        | Utolsó ellenfél  | Eredmény       | Utolsó ellenfél | Eredmény       | Utolsó ellenfél | Eredmény       | Utolsó ellenfél    |
| 2012       | −               | −                | −              | −               | −              | −               | Selejtező (Q2) | Selejtező (Q2)     |
| 2013       | −               | −                | −              | −               | −              | −               | 1. kör         | Caroline Wozniacki |
| 2014       | 1. kör          | Volha Havarcova  | −              | −               | −              | −               | 1. kör         | Alla Kudrjavceva   |
| 2015       | 1. kör          | B Mattek-Sands   | Selejtező (Q1) | Selejtező (Q1)  | 2. kör         | Tatjana Maria   | Selejtező (Q2) | Selejtező (Q2)     |
| 2016       | Selejtező (Q2)  | Selejtező (Q2)   | −              | −               | 2. kör         | Roberta Vinci   | 2. kör         | Ószaka Naomi       |
| 2017       | 3. kör          | Venus Williams   | 1. kör         | Tatjana Maria   | 1. kör         | Ana Bogdan      | 2. kör         | Garbiñe Muguruza   |
| 2018       | 2. kör          | Jeļena Ostapenko | 1. kör         | Caroline Garcia | Selejtező (Q2) | Selejtező (Q2)  | –              | –                  |
| 2019       | Selejtező (Q1)  | Selejtező (Q1)   | –              | –               | –              | –               | –              | –                  |

### Párosban
| Grand Slam | Australian Open        | Australian Open                    | Roland Garros                        | Roland Garros                           | Wimbledon                             | Wimbledon                                       | US Open                                    | US Open                    |
| Év         | Eredmény Partner       | Utolsó ellenfél                    | Eredmény Partner                     | Utolsó ellenfél                         | Eredmény Partner                      | Utolsó ellenfél                                 | Eredmény Partner                           | Utolsó ellenfél            |
| 2017       | –                      | –                                  | 3. kör Peng Suaj (Peng Shuai)        | I-C Begu Cseng Szaj-szaj (Zhèng Sàisài) | 1. kör Liang Csen (Liang Chen)        | Csang Kaj-csen (Chang Kai-chen) Sloane Stephens | –                                          | –                          |
| 2018       | –                      | –                                  | 3. kör A Szasznovics                 | A Sestini Hlaváčková Barbora Strýcová   | 1. kör A Szasznovics                  | Ana Bogdan Kaitlyn Christian                    | 2. kör Aojama Súko                         | Lucie Hradecká J Makarova  |
| 2019       | 1. kör Vera Lapkko     | Sorana Cîrstea Jeļena Ostapenko    | Döntő Cseng Szaj-szaj (Zhèng Sàisài) | Babos Tímea Kristina Mladenovic         | 3. kör Cseng Szaj-szaj (Zhèng Sàisài) | Gabriela Dabrowski Hszü Ji-fan                  | Negyeddöntő Cseng Szaj-szaj (Zhèng Sàisài) | Elise Mertens A Szabalenka |
| 2020       | 1. kör Cseng Szaj-szaj | Hayley Carter Luisa Stefani        | –                                    | –                                       | elmaradt                              | elmaradt                                        | –                                          | –                          |
| 2021       | 1. kör Cseng Szaj-szaj | Aleksandra Krunić Martina Trevisan | –                                    | –                                       | –                                     | –                                               | –                                          | –                          |

## Év végi világranglista-helyezései
| Év     | 2007 | 2008 | 2009 | 2010 | 2011 | 2012 | 2013 | 2014 | 2015 | 2016 | 2017 | 2018 | 2019 | 2020 | 2021 |
| Egyéni | 775. | 777. | 397. | 339. | 305. | 128. | 104. | 119. | 100. | 87.  | 60.  | 84.  | 153. | 566. | 879. |
| Páros  | 889. | 821. | 400. | 350. | 378. | 128. | 173. | 124. | 117. | 102. | 95.  | 140. | 386. | 18.  | 119. |